# 紫距淫羊藿
紫距淫羊藿（学名：Epimedium epsteinii），为小檗科淫羊藿属下的一个植物种。